# Pablo Velázquez
Pablo Cesar Leonardo Velázquez Centurión (Asunción, 12 marzo 1987) è un calciatore paraguaiano, attaccante del General Díaz.